# Saxofón sopranino

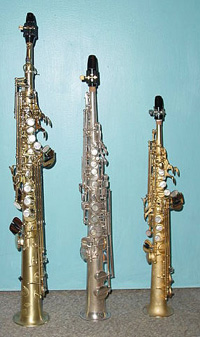
Saxos soprano en Si♭ (izquierda), soprano en Do (centro) y sopranino en Mi♭ (derecha).

El saxo sopranino es un saxofón en Mi bemol. Utilizado casi exclusivamente en las bandas y con poca frecuencia. Carece de tudel, y por tanto la boquilla se incrusta directamente en el cuerpo del instrumento. Se podría decir que se asemeja en la talla a un requinto (clarinete en Mi ♭). Respecto a la sonoridad es muy aguda y penetrante si se compara con la calidez que acompaña el timbre del saxofón alto. 
El sopranino es uno de los miembros más pequeños de la familia de saxofones; afinado en Mi bemol, como el saxo alto, pero sonando una octava más aguda.
Debido a su pequeño tamaño, no suelen fabricarse curvos como otros saxos, aunque la casa Orsi sí los hace.
La familia original de saxofones, desarrollada y patentada por Adolphe Sax, incluía sopranino, soprano, alto, tenor, barítono, bajo y contrabajo, pero a finales del siglo XX, el alemán Benedikt Eppelsheim fabrica un saxofón una octava más aguda que el soprano, conocido como soprillo y otro, una octava más grave que el bajo, conocido como "tubax" y que técnicamente no es un verdadero saxofón.
Así que el saxo sopranino, que originalmente era el más pequeño de la familia de saxofones, ahora es el segundo más pequeño. 
El saxo sopranino tuvo una de sus primeras oportunidades para destacar en el trabajo orquestal del Bolero de Maurice Ravel, quien hizo un uso notable de él.
Actualmente, en la música clásica contemporánea hay intérpretes destacados del sopranino, como Daniel Kientzy.
También, fuera de la música clásica, lo usan improvisadores como Anthony Braxton, Roscoe Mitchell, Joseph Jarman, Paul McCandless y Vinny Golia.